# Pheidole rufipilis
Pheidole rufipilis är en myrart som beskrevs av Auguste-Henri Forel 1908. Pheidole rufipilis ingår i släktet Pheidole och familjen myror.

## Underarter
Arten delas in i följande underarter:
- P. r. dione
- P. r. divexa
- P. r. industa
- P. r. laevinota
- P. r. rufipilis